# فوق قرار (موسيقى)

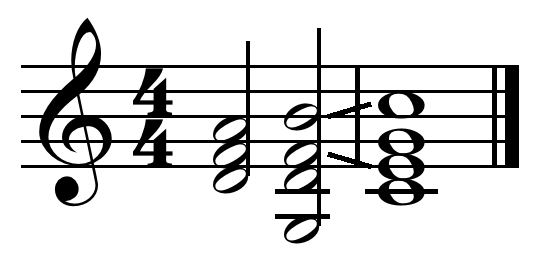

فَوْق القَرار أو نغمة فوق القرار، اسم يطلق على ثاني درجة في سلم موسيقى أو مقام؛ فنغمة الفوق قرار في سلم أو مقام دو الكبير هي ري، وفي صول الكبير هي لا، وهكذا دواليك.

### وصلات خارجية
- The Physics and Psychophysics of Music: An Introduction